# Love on the Brain
Love on the Brain è un singolo della cantante barbadiana Rihanna, pubblicato il 27 settembre 2016 come quarto estratto dal suo ottavo album in studio Anti.

## Descrizione
Si tratta di una power ballad doo-wop e soul mid-tempo ispirata dagli anni cinquanta e dagli anni sessanta «che dispone di un arpeggio di chitarra, organo virtuoso, progressione di semplici accordi e cori», mentre il testo un rapporto distruttivo, ma ossessivo; Jordan Bassett del NME l'ha definito un'«ode ad un amante violento», evidenziando il passato rapporto travagliato della cantante con Chris Brown.
Complessivamente Love on the Brain è stato paragonato ad alcuni brani incisi da Amy Winehouse, mentre la voce della cantante è stata definita «acrobatica» e che vanno da lei «ringhio marchio», a note alte. Essendo completata da tutte le parti del coro tenore. Forrest Wickman del Slate ha commentato che «la canzone sembra progettata come una vetrina per la versatilità vocale di Rihanna: Si inizia a cantare forte e dolce, poi tira nel suo petto per mostrare la parte inferiore del suo campo, e infine lo trasforma in qualche stile simile a quello di Beyoncé. Fa anche qualche secondi di quello che suona come un falsetto di Frankie Valli.» Jordan Bassett del New Musical Express ha confrontato le sue note alte a quelle di Mariah Carey e «lo stile di Beyoncé nelle acrobazie vocali.» Jessica McKinney di Vibe e Maeve McDermott di USA Today ha concordato con i paragoni verso Beyoncé. Bianca Gracie del Idolator ha citato Amy Winehouse, Rather Go Blind di Etta James e Sam Cooke come altre influenze, con Winehouse essendo citata anche da altri critici.»

## Promozione
Ad inizio agosto 2016 Mike Adam di Idolator rivelò che Love on the Brain sarebbe stato il quarto singolo estratto da Anti, notizia confermata dalla cantante stessa il 21 dello stesso mese. Fu inviato alle rhythmic contemporary radio e a quelle urban contemporary il 27 settembre e successivamente alle contemporary hit radio e alle hot contemporary.
Il brano è stato eseguito per la prima volta dal vivo già a partire dalla prima data dell'Anti World Tour della cantante, partito il 12 marzo 2016. Il 22 maggio la cantante ha eseguito il brano all'annuale Billboard Music Award: l'esibizione, descritta da Billboard come una «evidenziatura», è stata caratterizzata da un palcoscenico illuminato con la cantante che indossa una pelliccia verde stola e occhiali da sole. Il 28 agosto 2016, dopo aver vinto il premio Michael Jackson Video Vanguard Award all'annuale MTV Video Music Awards, Rihanna si è esibita con quattro medley separati, il cui ultimo era composto da Stay, Diamonds e Love on the Brain.

## Tracce
Testi e musiche di Fred Ball, Joseph Angel e Robyn Fenty.
Download digitale
1. Love on the Brain – 3:44

Download digitale – Dance Remixes
1. Love on the Brain (Don Diablo Remix) – 3:28
2. Love on the Brain (Gigamesh Remix) – 3:43
3. Love on the Brain (John-Blake Remix) – 3:31
4. Love on the Brain (RY X Remix) – 3:37

CD singolo (Europa)
1. Love on the Brain – 3:44
2. Love on the Brain (Don Diablo Remix) – 3:27

## Formazione
Hanno partecipato alle registrazioni, secondo le note di copertina:
Musicisti
- Rihanna – voce
- Fred Ball – tastiera, batteria
- Jospeh Angel – tastiera, arrangiamento, batteria

Produzione
- Fred Ball – produzione
- Marcos Tovar – registrazione parti vocali
- Kuk Harrell – registrazione parti vocali, produzione vocale
- Chad Wilson – assistenza tecnica
- Manny Marroquin – missaggio
- Chris Galland – assistenza al missaggio
- Jeff Jackson – assistenza al missaggio
- Ike Schultz – assistenza al missaggio

## Successo commerciale

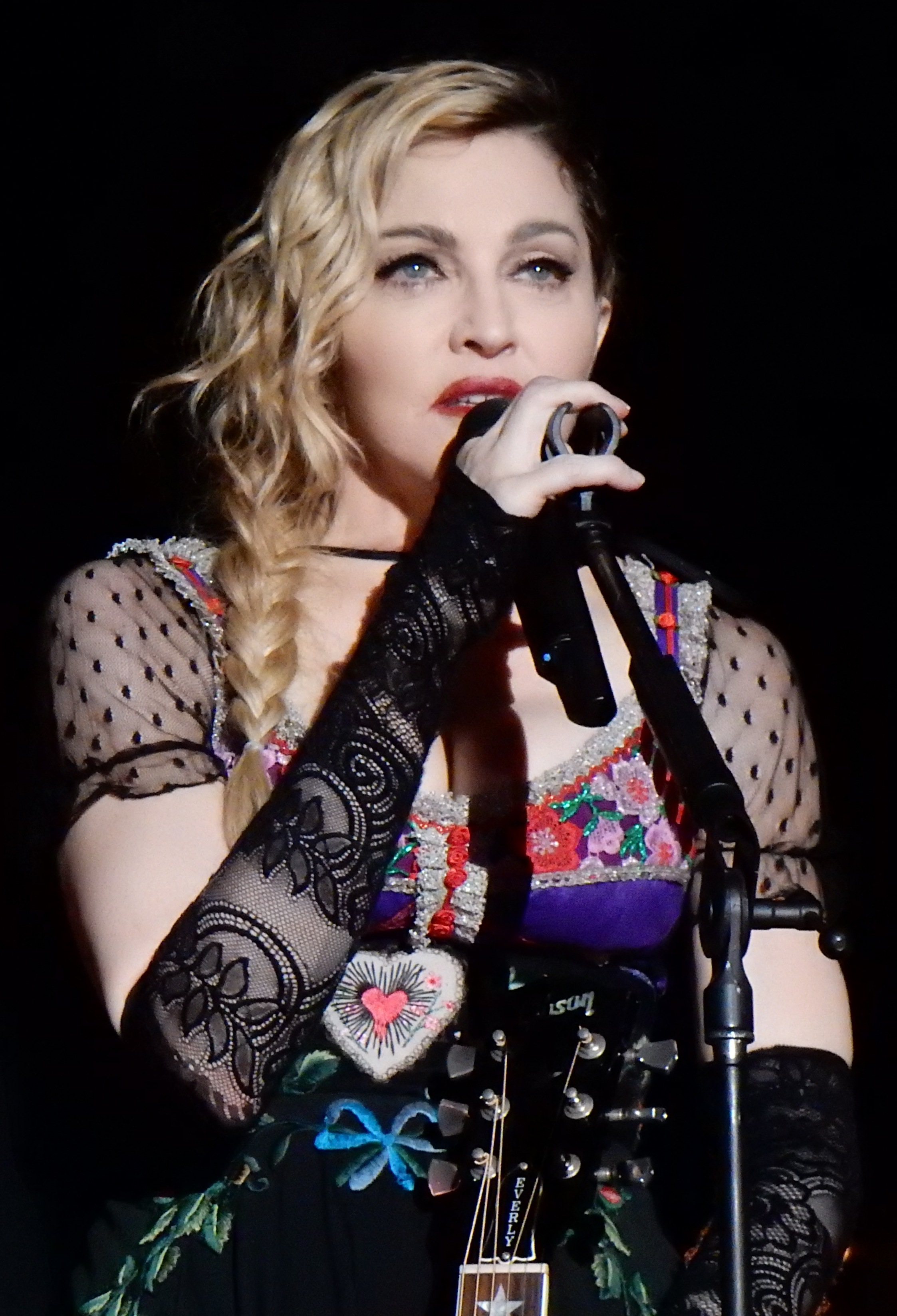
Grazie a Love on The Brain, Rihanna diventò la cantante donna con più top 10 nella storia della Billboard Hot 100, solo dietro a Madonna.

### America
A seguito della performance di Rihanna ai Billboard Music Awards 2016, Love on the Brain debuttò alla numero 83 nella Billboard Hot 100, diventando la sua cinquantacinquesima ad entrare in questa classifica. Dopo essere stata pubblicata come singolo, nel novembre 2016 rientrò in classifica all'ottantesima posizione. Nella sua sesta settimana di permanenza in classifica, il brano raggiunse la trentaquattresima posizione diventando la terza top 40 da Anti e la sua quarantaseiesima complessivamente, rendendo Rihanna la terza artista femminile ad averne di più nel corso dell'anno. Nella sua diciottesima settimana, passò dalla tredicesima posizione all'ottava diventando la trentesima top 10 di Rihanna: con questo avvenimento, la cantante divenne la terza ad aver più brani ad aver raggiunto le prime dieci posizioni solo dietro ai The Beatles e a Madonna. Secondo Gary Trust di Billboard, Rihanna fu la seconda cantante ad aver accumulato 30 top 10 più velocemente. La canzone ha infine raggiunto la quinta posizione, diventando la ventiduesima top 5 della cantante, facendola diventare la quinta ad avere più brani nelle prime cinque posizioni.
In Canada il singolo debuttò alla quattordicesima posizione della Billboard Canadian Hot 100, uscendo dalla top 40 la settimana seguente; il 3 dicembre 2016 ritornò in top 40 alla posizione 38.

### Europa
In Francia il brano debuttò in classifica alla settantunesima posizione. A seguito della sua pubblicazione come singolo, rientrò alla centotrentottesima posizione, per poi raggiungere la sessantanovesima il 13 gennaio 2017 e la dodicesima tre settimane dopo. In Austria debuttò alla cinquantatreesima posizione e raggiunse la settima, mentre in Germania debuttò alla centesima e raggiunse la ventunesima, diventando la seconda canzone ad aver raggiunto la posizione più alta proveniente da Anti.
In Polonia trascorse quattro settimane non consecutive nel 2016 in vetta.

## Classifiche

### Classifiche settimanali
| Classifica (2016-24) | Posizione massima |
| -------------------- | ----------------- |
| Austria              | 7                 |
| Belgio (Fiandre)     | 37                |
| Belgio (Vallonia)    | 24                |
| Canada               | 22                |
| Francia              | 12                |
| Germania             | 21                |
| Nuova Zelanda        | 15                |
| Panama               | 94                |
| Polonia              | 1                 |
| Portogallo           | 32                |
| Regno Unito          | 175               |
| Slovenia             | 26                |
| Spagna               | 68                |
| Stati Uniti          | 5                 |
| Svezia               | 96                |
| Svizzera             | 26                |
| Ungheria (radio)     | 23                |

### Classifiche di fine anno
| Classifica (2017) | Posizione |
| ----------------- | --------- |
| Islanda           | 19        |